# Boiko Zwetanow
Boiko Zwetanow, auch Boiko Zvetanov, bulgarisch Бойко Цветанов (* 14. Juni 1955 in Sofia) ist ein bulgarischer Opernsänger (Tenor).

## Leben

### Ausbildung
Nach seinem Studium am Staatlichen Konservatorium mit Professor Hadjiev in seiner Heimatstadt konnte Zwetanow Preise bei internationalen Wettbewerben in Bilbao und Sofia gewinnen. Dadurch konnte er schon in jungen Jahren Aufmerksamkeit gewinnen und wurde im gleichen Jahr (1988) als erster Tenor an das Opernhaus von Sofia verpflichtet. Er spielte die zentralen Tenorrollen in Werken wie Rigoletto, Aida und Attila und konnte sehr bald (1989) an der Wiener Staatsoper debütieren. Parallel hierzu nahm er jedoch weiterhin Privatunterricht bei Boris Christoff und Carlo Bergonzi.

### Künstlerisches Wirken
Seit der Spielzeit 1991/92 ist Zwetanow am Opernhaus Zürich engagiert. Hier sang er alle großen Partien seines Faches, wie zum Beispiel in La Bohème, Luisa Miller, La forza del destino oder Pagliacci. Zwetanow gastiert an allen großen Häusern der Welt, vor allem jedoch im europäischen Sprachraum.